# Fanulena perrugosa
Fanulena perrugosa är en snäckart som beskrevs av Tom Iredale 1945. Fanulena perrugosa ingår i släktet Fanulena och familjen Helicarionidae. Inga underarter finns listade i Catalogue of Life.